# Ponte da Torre
A Ponte da Torre de Londres,, Tower Bridge  ou simplesmente Ponte da Torre (em inglês: Tower Bridge), é uma ponte-báscula construída sobre o rio Tâmisa, na cidade de Londres, capital do Reino Unido.  A ponte foi construída entre 1886 e 1894, projetada por Horace Jones, John Wolfe Barry e Henry Marc Brunel.  A ponte atravessa o rio Tâmisa, próximo à Torre de Londres. Foi inaugurada em 1894 e, atualmente, é um dos pontos turísticos mais visitados da cidade, além de ser conhecida como uma das pontes mais famosas do mundo. Está localizada ao lado da Torre de Londres e.a estação do metrô mais próxima é Tower Hill.
É de grande importância para o tráfego londrino, fazendo parte de um dos mais importantes corredores de tráfego da cidade, o London Inner Ring. Suas passarelas foram fechadas e, hoje, abrigam a Tower Bridge Experience, uma exposição permanente sobre a história da ponte. Suas básculas não mais dependem das máquinas a vapor. Um moderno sistema eletrônico é responsável por essa tarefa. Contudo, o antigo mecanismo ainda pode ser visto, na antiga sala de máquinas da ponte.

## História
Em 1894, os tabuleiros foram levantados 6194 vezes, uma média de 17 vezes por dia. Atualmente são levantados cerca de 800 vezes por ano.
A Ponte da Torre já foi alvo de vários acontecimentos inusitados e já teve destaque em alguns filmes e animes, como O Diário de Bridget Jones, 007: O Mundo Não É O Bastante, O Retorno da Múmia, Kuroshitsuji e Sherlock Holmes.
No verão de 1912, o piloto Frank McClean, enquanto voava com seu biplano sobre o Tâmisa, não conseguiu atingir uma altura suficiente e teve de voar através da ponte, por baixo das passarelas. Outros pilotos fizeram o mesmo (mas propositadamente) em 1973 e 1978.
Em 1952, um ônibus panorâmico da linha 78 teve a falta de sorte de entrar na ponte quando suas básculas estavam sendo levantadas. Normalmente, um aviso sonoro é dado e o tráfego é fechado, mas, dessa vez, as coisas não aconteceram dessa forma. Albert Gunton, o motorista, percebeu que pista à frente estava afundando (o ônibus estava na pista que estava levantando, daí essa impressão) e logo que percebeu a situação em que se encontrava, acelerou e seu ônibus deu um salto de uma báscula para outra. Nenhum passageiro se feriu, e sua recompensa foi de 10 libras (total de 38,56 reais).
Em 2002, num projeto organizado pela British Broadcasting Corporation, ela foi escolhida como um dos melhores edifícios da Grã-Bretanha, ficando ao lado de outras estruturas grandiosas, como a Holyroodhouse, em Edimburgo; do Palácio de Windsor e da Catedral de Durham, no norte da Inglaterra.
A ponte foi construída para durar 99 anos, no entanto já tem 130 anos, 8 meses e 20 dias

A ponte ao pôr do sol.